# Rokomolotiva
Rokomolotiva je hrvatski glazbeni sastav iz Splita. 

## O sastavu
Imaju dug garažni staž i mnogo živih nastupa. Karakterizira ih specifična autorska poetika i melodični zid alternativnog rocka i mediteranskog popa. Djeluju još od 1990-ih. Tad su se Stipe Vidić, Ivan Perić i Mato Janjić skupili stvarati autorske skladbe. Vidić i Perić su se 2001. povezali s iskusnim basistom Rudolfom Vučemilovićem, koji je svirao u splitskim underground sastavima Rapa Nui i Rumplstinsky. Promijenili su nekoliko bubnjara, a za stalno se u sastav od 2005. godine priključio Ivan Fistanić (Krankenhaus, Uši i puši, Pelegrin). Od tada su nanizali samostalni koncerti po klubovima u gradovima diljem Dalmacije (Dubrovnik, Split, Zadar, Makarska, Vis, Lastovo).
2010. godine dogodio se važni susret. Mišo Limić, skladatelj i voditelj kultnog sastava Stijene narednih je godina značajno utjecao na Rokomolotivu svojim znanjem, iskustvom i energijom. Na proljeće 2012. sastav je upotpunio višegodišnji studijski rad na 11 autorskih pjesama. Marin Limić je u studiju svojim klasičnim stilom oblikovao zvučnu sliku. Ljeta iste godine Rokolomotiva ostvarila je zapažen nastup na Lastovu na Festivalu novih skladbi istoimenom skladbom Rokolomotiva, svojevrsnim manifestom sastava. Na koncertu u klubu Lazareti u Dubrovniku s njima je svirao i Marin Limić na klaviru i klavijaturama. Ističe se i nastup u emisiji Demobox Hrvatskog radija Split.
Žanra su pop, rock, indie. Glazbeno su na njih utjecali The Beatles, Bruce Springsteen, The Smiths, R.E.M, EKV, Film, Đavoli, Deep Purple, Led Zeppelin, Nelly Furtado, Bijelo dugme, Azra i ini. Objavili su jedan album pod etiketom Dallas Recordsa. Travnja 2013. potpisali su ugovor s Dallas Recordsom. Debitantski album Rudijev blef predstavili su 15. studenoga 2013. u kultnom prostoru u kinoteci Zlatna vrata. Mjesto promoviranja albuma namjerno su odabrali, jer tu je osim filmske i duga glazbena povijest kinotekine dvorane; primjerice ondje su se osamdesetih i devedesetih održavali brojni koncerti, pa su članovi zaključili da je kinoteka idealna za taj audio-vizualni događaj. Snimljen je spot za skladbu Marginalac, koji je producirala udruga za kulturu ST-POLIS. Ulogu u spotu igra Tomislav Čubelić (Jakov iz Ruže vjetrova). Redatelj i gitarist Perić kaže da su tako pokušali napraviti hommage filmovima ‘The Breakfast Club’, ‘Scarface’ i ‘Sjećaš li se Dolly Bell? ’. Najava albuma bio je srpnja iste godine singl Omara Beach. Spot za skladbu Omara Beach snimljenu u Pisku režirao je, snimao i montirao Ivan Perić. Treći spot je s trećeg singla Tama predstavljen kod "sedam kućica na dnu Marmontove" sklopu Božićnog sajma u četvrtak 18. prosinca 2014. u 21 sat. Spot je autorski rad voditelja Stipe Vidića koji se u spotu pojavljuje s atraktivnom Teom Knezović Kuzmanić. Najavio je tad ovaj sastav iz Splita i Piska da planiraju sredinom 2015. objaviti novi album. Skladbe bi trebale sadržavati novine, osobito u lirskom izričaju. Značajniji su vedri višeznačni tekstovi socijalne tematike bubnjara Ivana Fistanića te stihovi basista i glazbenog voditelja Rudija Vučemilovića koji se kreću poetskim spektrom od mračnih “tjeskobno-egzistencijalističkih” pa do romantičnih ljubavnih ispovijedi. Na rad u garažnom ateljeu povukli su se nakon promotivne turneje koja je obuhvatila Sarajevo, Zagreb, Dubrovnik, Rijeku, Makarsku i Omiš.

## Diskografija
- Rudijev blef, studijski album, Dallas Records, 2013.

## Članovi
Članovi su Stipe Vidić (vokal, gitara), Ivan Perić (gitara), Rudolf Vučemilović (bas-gitara, neformalni stilist sastava), Ivan Fistanić (bubanj).

## Vanjske poveznice
- Stara službena stranica
- Facebook
- Discogs
- YouTube Kanal gitarista Ivana Perića
- SoundGuardian  Arhivirana inačica izvorne stranice od 6. ožujka 2021. (Wayback Machine)